# Prix Mondello
Le prix littéraire international Mondello est institué en 1975 par un groupe d'intellectuels siciliens.
C'est le magistrat et intellectuel Francesco Lentini qui est le pivot autour duquel se sont réunis quelques critiques et hommes de culture qui, avec la Fondazione Premio Mondello, œuvrent pour donner un élan à un concours littéraire qui se tient à Palerme et qui jouit d'une notoriété internationale. D'emblée, le prix reçoit de larges échos dans le monde de la littérature pour la qualité de son jury, composé de critiques venus de toute l'Europe.

## Lauréats
- 2017
  - Supermondello: Stefano Massini Qualcosa sui Lehman (Mondadori)
  - Prix auteur italien (œuvre narrative): Alessandro Zaccuri (Prix Mondello jeunes) Lo spregio (Marsilio) Alessandra Sarchi La notte ha la mia voce (Einaudi)
  - Prrix auteur étranger: Cees Nooteboom
  - Prix Mondello de critique littéraire: Antonio Prete Il cielo nascosto (Bollati Boringhieri)
- 2018
  - Supermondello: Davide Enia Appunti per un naufragio (Sellerio)
  - Prix auteur italien (œuvre narrative): Davide Enia Appunti per un naufragio (Sellerio), Michele Mari Leggenda privata (Einaudi), Auteur italien et Prix Mondello jeunes: Laura Pariani Di ferro e d'acciaio (NN Editore)
  - Prix auteur étranger: Herta Müller
  - Prix Mondello de critique littérature: Alberto Casadei Biologia della letteratura (il Saggiatore)
- 2019
  - Supermondello: Giulia Corsalini La lettrice di Cechov (Nottetempo)
  - Prix auteur italien (œuvre narrative): Andrea Gentile I vivi e i morti (minimum Fax), Giulia Corsalini La lettrice di Cechov (Nottetempo), Auteur italien et Mondello jeunes: Marco Franzoso L'innocente (Mondadori)
  - Prix auteur étranger: Colum McCann
  - Prix Mondello de critique littéraire: Raffaele Manica Praz (Italo Svevo)
- 2020
  - Supermondello: non décerné[2]
  - Prix auteur italien (œuvre narrative): Giorgio Fontana Prima di noi (Sellerio), Ginevra Lamberti Perché comincio dalla fine (Marsilio), Chiara Valerio Il cuore non si vede (Einaudi)[3]
  - Prix auteur étranger: non décerné
  - Prix Mondello de critique littéraire: Giulio Ferroni L’Italia di Dante. Viaggio nel paese della Commedia (La Nave di Teseo)
- 2021
  - Supermondello: Laura Forti Forse mio padre (Giuntina)
  - Prix auteur italien (œuvre narrative): Laura Forti Forse mio padre (Giuntina), Giulio Mozzi Le ripetizioni (Marsilio), Alessio Torino Al centro del mondo (Mondadori)[4]
  - Prix auteur étranger: Michel Houellebecq
  - Prix Mondello de critique littéraire: Lorenzo Tomasin Europa romanza. Sette storie linguistiche (Einaudi)
- 2022
  - Supermondello: Michela Marzano Stirpe e vergogna (Rizzoli)[5]
  - Prix auteur italien (œuvre narrative)[6]: Vincenzo Latronico Le perfezioni (Bompiani), Michela Marzano Stirpe e vergogna (Rizzoli), Auteur italien et Prix Mondello jeunes: Domenico Starnone Vita mortale e immortale della bambina di Milano (Einaudi)[7]
  - Prix auteur étranger: Annie Ernaux[8]
  - Prix Mondello de la critique littéraire: Mario Baudino Il teatro del letto. Storie notturne tra libri, eroi, fantasmi e donne fatali (La Nave di Teseo)
  - Prix spécial du jury[9]: Franco Moretti Falso movimento. La svolta quantitativa nello studio della letteratura (Nottetempo)